# Dymfna

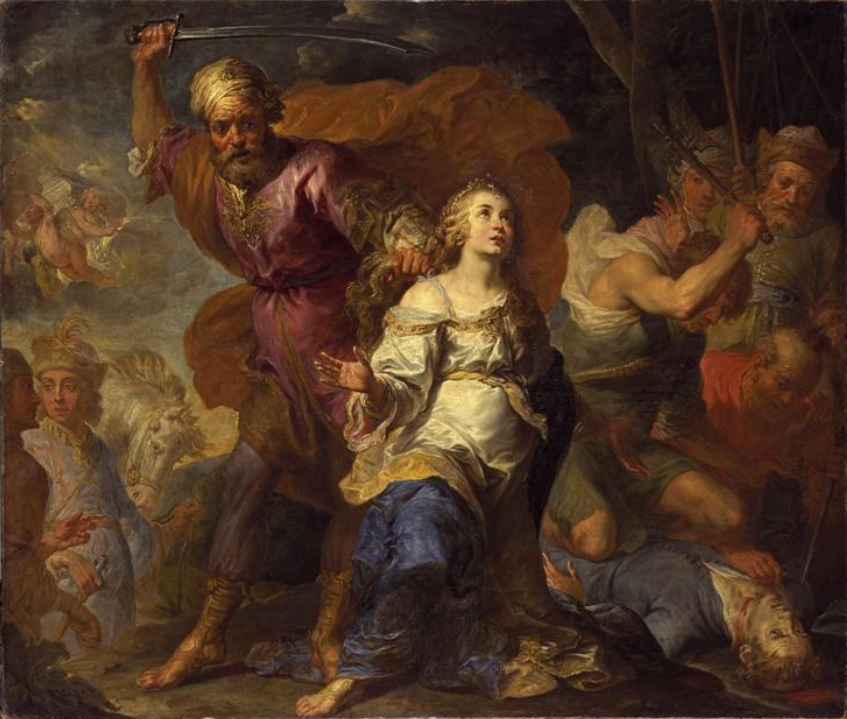
Męczeństwo świętej Dymfny

Święta Dymfna – dziewica, męczennica w obronie czystości, święta Kościoła katolickiego.
Według legendy spisanej w latach około 1238–1247 przez Piotra, kanonika z Cambrai, Dymfna miała być córką pogańskiego króla w Irlandii. Sama nawróciła się i w tajemnicy przyjęła chrzest. Obłąkany ojciec chciał ją pojąć za żonę po śmierci swojej małżonki. Dymfna nie zgodziła się na to i za radą swojego spowiednika Gereberna, uciekła do Antwerpii. Nieopodal dzisiejszej miejscowości Geel w Brabancji oboje mieli zostać zabici przez króla, który podążył ich śladem.
Okoliczni mieszkańcy pochowali ich ciała, a następnie wybudowali kościół, w którym umieszczono ich relikwie. Ponieważ zaś ojca Dymfny uważali za szalonego, do sanktuarium zaczęli przybywać pielgrzymi z umysłowo chorymi. Ci, którzy nie doznali łaski uzdrowienia, pozostawali często w miejscowym schronisku. Dało ono początek wielkiemu przytułkowi, który istnieje nadal.
Wspomnienie liturgiczne św. Dymfny obchodzone jest 15 maja głównie w Irlandii i Belgii.
Jest patronką chorych nerwowo i umysłowo.